# HIKARI (AV女優)
HIKARI（ひかり、1990年8月16日 - ）は、日本のAV女優。ディクレア（Declare Promotion）所属。

## 略歴・人物
神奈川県出身。2012年にデビューしたギャル系のAV女優。
趣味:飲酒。特技:テニス。

## 出演作品

### アダルトDVD
2013年
- kira☆kira BLACK GAL BEACH 黒ギャル灼熱青姦中出し★FUCK ON THE BEACH（1月19日、kira☆kira）
- ロディオ・ギャルズ★ザーメン・パーティー in Tokyo 騎っかり腰ふり黒ギャルを真っ白に汚す素人汁（2月22日、ドリームチケット）
- インモラルシテミル? ●REC_08:GAL校生・HIKARI（2月22日、ONE DA FULL）
- 強制中出し輪姦（2月25日、ダスッ!）
- 超高級極上黒ギャルちょべりぐソープ（3月19日、CROSS）
- 黒生エロ乳レズビアン（3月19日、アンナと花子）
- エロ過ぎギャルハメ体験記 05 やっぱクラブってサイコーだし、踊ってるとヤなコト全部忘れちゃうよ!あ、でもエッチのほうがもっと好きかも(=´▽`=)（3月22日、ONE DA FULL）
- 噂の美人ギャル女医が診察してくれる 泌尿器科クリニック!!（4月11日、GARCON）
- 授業中に思わず勃起してしまったのをクラスの意地悪なギャル達に見つかってしまい性欲処理玩具にされてしまった僕!! vol.02（5月9日、GARCON）
- 極悪ギャルVS美人女教師ガチレズ対決!! 学園の支配を賭けた狂乱のレズバトルが今始まる!!（5月9日、GARCON）
- ギャルになってしまった娘のパンチラで不覚にも勃起…! ある日突然、ギャルになってしまった娘を説教しようと思ったらあまりに短すぎるスカートから見えるパンティで思わず勃起！こんなことでは父親失格だと思い勃起チ○ポを隠していたら、それに気付いた娘がまさかの発情!!想定外の近親相姦をすることに…。（5月9日、Hunter）
- 素人ギャル生中出し（5月15日、プラム）
- ロリ黒ギャルにやられたい（5月19日、FETISH BOX）
- キャラ崩壊!現場も崩壊! 完全泥酔乱交（6月1日、ZUKKON/BAKKON）
- ノーパンパンストオナニー 透ける肉ビラと愛汁（6月5日、ジャネス）
- 過激着エロ もっこり喰い込み肉ビラ（6月5日、未来 フューチャー）
- the GAL NAN 2013 SUMMER（6月6日、グローリークエスト）
- イケイケな黒ギャル淫語 2（6月15日、未来 フューチャー）
- 全国女子高生ギャル対抗 キャットファイト甲子園!!（7月6日、GARCON）
- 獣たちの性奴隷 5（7月7日、アタッカーズ）
- カーウォッシュギャルレイプ（7月18日、グローリークエスト）
- 顔面騎乗 逆セクハラオフィス!!（7月18日、SOSORU）
- 黒ギャル ペニバン刑事（7月19日、虎堂）
- 2回連射抜き! 飛び出す熱いザーメン（7月19日、FETISH BOX）
- “かぶりもの”はマヂ勘弁っしょww（7月26日、BALTAN）
- 超ギャル Wブチギレ手コキ!!（8月8日、GARCON）
- レギンス狂 オニテカ×ガチピタ（8月19日、ミル）
- カラダで稼ぐ人妻の回春睾丸マッサージ 6（8月22日、アイエナジー）
- ギャル逆痴漢制裁バス（9月5日、GARCON）
- 生中出しコギャル5時間 Collectors 7 Vol.1（9月13日、BAZOOKA）
- ギャルは顔舐めで愛を表現する Part.02（9月20日、ドリームチケット）
- ショートカットが似合う男装ギャル（9月25日、マルクス兄弟）
- 本当にあった女子校生が取り仕切る売春組織に潜入!!（10月10日、GARCON）
- 最近ちょっとふくらんできた妹の胸から乳首がチラリッ! 今日までただの妹だと思っていたのに…。その日を境に一人の女として見るようになってしまった僕は、チラチラ見える無防備な妹の乳首に我慢出来ず、気付いた時には妹の胸を鷲掴みして襲いかかっていました…。（10月10日、アパッチ）
- 普段は地味な隠れ巨乳娘の着替え姿を偶然目撃してしまい、ブラからハミ出た下乳に見とれていると…（10月11日、DOC）
- M男ソフト調教 SWEETに虐められたい（10月15日、未来 フューチャー）
- ツインギャルズ★ごっくんLIVE!!!（11月8日、ワープエンタテインメント）
- 未来の孕ませ中出し教育（11月9日、V&Rプロダクツ）
- いつもは口うるさい女上司だが、ダメな僕の一生懸命な姿に母性本能をくすぐられたのか2人きりになったら態度が急変して…（11月12日、DOC）
- 街で声をかけた恋人が欲しい一般男女がマジックミラー号でいきなりお見合い! 出会って数分で「手を握り・見つめ合い・キスをしたら…」 火がついて初対面即SEXまでするのか? 2（11月21日、SODクリエイト）※「なつき」名義[要出典]
- SUPER GAL'S SEX STYLE 〜超豪華最強ギャルたちのチ○ポ喰らい尽くしSPECIAL〜（11月22日、おかず。）
- 4人のギャル姉たちに射精管理されてしまった僕!!（12月5日、GARCON）
- マシーンディルドー自慰（12月13日、マルクス兄弟）

2014年
- カワイさ盛れてるギャル女子校生 5時間 SEVEN GIRLS COLLECTION Vol.2（1月10日、BAZOOKA）
- 浴びた女も感激する 一撃!!大量顔射!!! Part.4（1月10日、ワープエンタテインメント）
- エロ〜い女のアナルべろ舐め手コキ（1月13日、マルクス兄弟）
- MOODYZファン感謝祭 第2回 バコバコ中出しキャンプ2014 AV界No.1スケベ女優大集合スペシャル!!（1月13日、MOODYZ）
- ロリータフェイスの萌え手コキ（1月20日、ジャネス）
- 飲みすぎて爆睡している無防備な女の（胸・ふともも・パンチラ）に興奮してしまい…（2月11日、DOC）
- 黒GALの義妹に手を出したら淫れイキした（2月20日、AKNR）
- ドS女子校生のM男チ○ポ淫語罵倒責め（2月21日、クリスタル映像）
- VIVAパイズリ天国 乳マ○コで射かされたい（2月25日、ジャネス）
- 兄嫁にレズられて…。一軒家で繰り広げられる義姉妹の秘密の肉体関係（4月1日、U&K）
- 女性上位交尾～膣奥を刺激する騎乗ピストン～（4月18日、SEX Agent）
- 極楽悶絶スケベ椅子 2 究極の悶絶焦らしプレイ（4月25日、アロマ企画）
- 舐め殺し★オヤジ狩り（5月9日、ワープエンタテインメント）
- ド派手ギャルが童貞を優し～く丁寧にガチ筆おろし！（6月5日、GARCON）
- GARCON主催 第1回素人男優発掘オーディション！！（6月5日、GARCON）
- 極・焦らしの美学 （6月19日、Fetish Box/妄想族）
- 素人娘が水着に着替えて目指せ！賞金100万円！！エッチなイタズラ我慢ゲーム（6月19日、ATOM）
- 大変態女 8時間50人30選!!（6月20日、クリスタル映像）
- GARCON主催 ブラジリアンビキニ 極エロダンス ギャルキャットファイトカーニバル（7月10日、GARCON）
- アニマルギャルズ！！コスプレ発情JUNGLE（7月10日、GARCON）
- 最強黒ギャル伝説 HIKARIプレミアムBEST（8月7日、GARCON）
- 「私たちは今、チ○コにハマっています！」チ○コフェチには男の人格必要なし！チ○コだけがほしい！（8月7日、Mr.michiru）
- ギャルカーウォッシュ（8月21日、グローリークエスト）共演:涼風ことの、kirari
- イケイケヤリマンギャル舌ベロペロM男ザーメン狩り HIKARI（11月7日、デジタルアーク）

2015年
- オナサポお姉さん（2月25日、デジタルアーク）
- 女子大の寮まるごと全員と中出し乱交（4月1日、ズッコン/バッコン）
- ジャッカル～修羅姫たちの快楽処刑台～Round-01 その残酷、愛しいほどに（6月7日、アタッカーズ）
- 黒ギャルビッチ平然女学園（7月23日、ROCKET）
- うちのギャル姉妹4人がアゲアゲすぎたから子作り（8月1日、ズッコン/バッコン）
- LESBIAN BLACK GALS～ギャルサー×媚薬！！パラパラ乱交∞絶頂レズパラダイス～（8月7日、ビビアン）
- THE LESBIAN WORLD レズビアンがあたりまえの世界～地球上には女だけ！子孫繁栄が望めなくなった女が性欲解消の為にレズSEXにドハマりしていく！～（9月7日、ビビアン）
- 上原花恋、HIKARI、浜崎真緒の凄テクハーレムを我慢できたらご褒美中出し（10月8日、ROCKET）
- ギャル限定ハーレム風俗（11月1日、MOODYZ）
- 上原花恋とHIKARIの旅ビアン（11月7日、ビビアン）
- ヌルテカパイパン黒ギャル失神オイルマッサージ 2（12月4日、LEO）
- 黒ギャルビッチ航空へようこそ！腰フリがハンパない騎乗位フライト中出しギャルCA （12月10日、ROCKET）

2016年
- 淫乱スピリッツ 男を挑発するハイパー痴女 HIKARI（2月29日、ジャネス）
- Wキャスト痴女ハーレム 最高の黄金比は「痴女2:男1」 上原花恋×HIKARI（7月19日、Fetish Box/妄想族）